# Berwick Rangers
Die Berwick Rangers (offiziell: Berwick Rangers Football Club) sind ein englischer Fußballverein aus der zu Schottland angrenzenden Stadt Berwick-upon-Tweed. Aufgrund der weiten Entfernung zu anderen englischen Städten – und der damit verbundenen zeitintensiven Reiseanfahrten und hohen -kosten – spielen die „Borderers“ als einziger englischer Verein seit 1905 im schottischen Ligasystem, zurzeit in der Lowland Football League, der fünfthöchsten Spielklasse.

## Geschichte

### Gründungsphase und Zeit außerhalb des Profifußballs
Der im Jahre 1881 – nach neuesten Erkenntnissen vielleicht aber auch erst 1884 – gegründete Verein führte in seinen Anfangsjahren ein Nomadendasein und spielte bis zur Fertigstellung des Shielfield Parks im Jahre 1954 in verschiedensten englischen und schottischen Heimspielstätten. Die „Wee Gers“ agierten ab 1905 in der Scottish Border League und traten 1927 der neu gegründeten East of Scotland Football League bei. Dort gewann der Verein in den Spielzeiten 1927/28 und 1946/47 zwei Meisterschaften, bevor er nach der Aufnahme in den Verband der Scottish Football League („SFL“) im Jahre 1951 und – inmitten vieler Reserveteams großer Vereine – einem dreijährigen Aufenthalt in der Nordostklasse der Division C 1955 erstmals an dem Spielbetrieb der zweithöchsten schottischen Profiliga teilnahm.
Wichtiger Meilenstein war zuvor im Jahre 1954 der Durchmarsch im schottischen Pokalwettbewerb bis ins Viertelfinale gewesen, wobei man unter anderem den FC Dundee mit 3:0 besiegt hatte. In der Runde der letzten acht Mannschaften unterlag man zwar vor 60.000 Zuschauern den Glasgow Rangers im Ibrox Park mit 0:4, aber die hohen finanziellen Einnahmen waren hilfreich für die Errichtung einer geeigneten Spielstätte im Shielfield Park. Dabei wurden ehemalige Tribünenteile von dem Stadion Valley Parade verwendet, die man von Bradford City erstanden und nach Norden transportiert hatte.

### Die ersten Jahre in der SFL und die Pokalsensation
Der Verein kam in der zweiten Liga mit wechselhaften Leistungen über ein Mittelmaß nur selten hinaus und belegte zum Abschluss der Saison 1957/58 mit 109 Gegentoren gar nur den letzten Platz. Es sollte erneut ein Pokalerfolg sein, der wieder für größere Beachtung sorgen sollte. Nach einem 8:1-Rekordsieg gegen Vale of Leithen und einem weiteren 2:0 gegen Forfar Athletic in den Vorrundenpartien, stand man in der ersten Hauptrunde der Saison 1966/67 erneut den Glasgow Rangers gegenüber und besiegte den scheinbar übermächtigen Gegner um Mannschaftskapitän John Greig vor der heute noch gültigen Stadionrekordkulisse von 13.365 Zuschauern durch ein Tor von Sammy Reid sensationell mit 1:0. Diesem Sieg war eine besonders intensive Vorbereitung vorhergegangen und Trainer Jock Wallace, der später selbst den Großverein aus Glasgow betreuen sollte, hatte die Mannschaft ein dreiwöchiges Fitness-Programm durchlaufen lassen. Pikant war der Sieg auch zudem, weil die Glasgow Rangers zur Mitte der 1960er-Jahre maßgeblich eine Reduzierung der an der SFL teilnehmenden Mannschaften auf 32 vorantrieben und die Berwick Rangers zu den fünf Mannschaften gehörten, die sich im Erfolgsfall „auf der Abschussliste“ befanden. In der zweiten Runde des Pokals schied Berwick schließlich nach einer 0:1-Niederlage bei Hibernian Edinburgh aus.

### Ligaumstrukturierungen und finanzielle Probleme
Bis 1975 waren die Wee Gers weiterhin beständig in der zweiten Liga aktiv, ohne ernsthaft um den Aufstieg in die höchste Spielklasse mitspielen zu können. Die Einführung der Scottish Premier Division zur Saison 1975/76 als neue oberste schottische Liga und die damit verbundene Reduzierung der teilnehmenden Mannschaften von 18 auf 10 (in der zweiten Liga: von 20 auf 14) sorgte dafür, dass der Verein aufgrund des zwölften Platzes in der Saison 1974/75 nur noch in der neuen drittklassigen Division Two startberechtigt war. Unter dem Spielertrainer Davie Smith konnte sich die Mannschaft aber in den späten 1970er-Jahren sportlich konsolidieren und stieg 1979 als Drittligameister in die zweitklassige Division One auf.

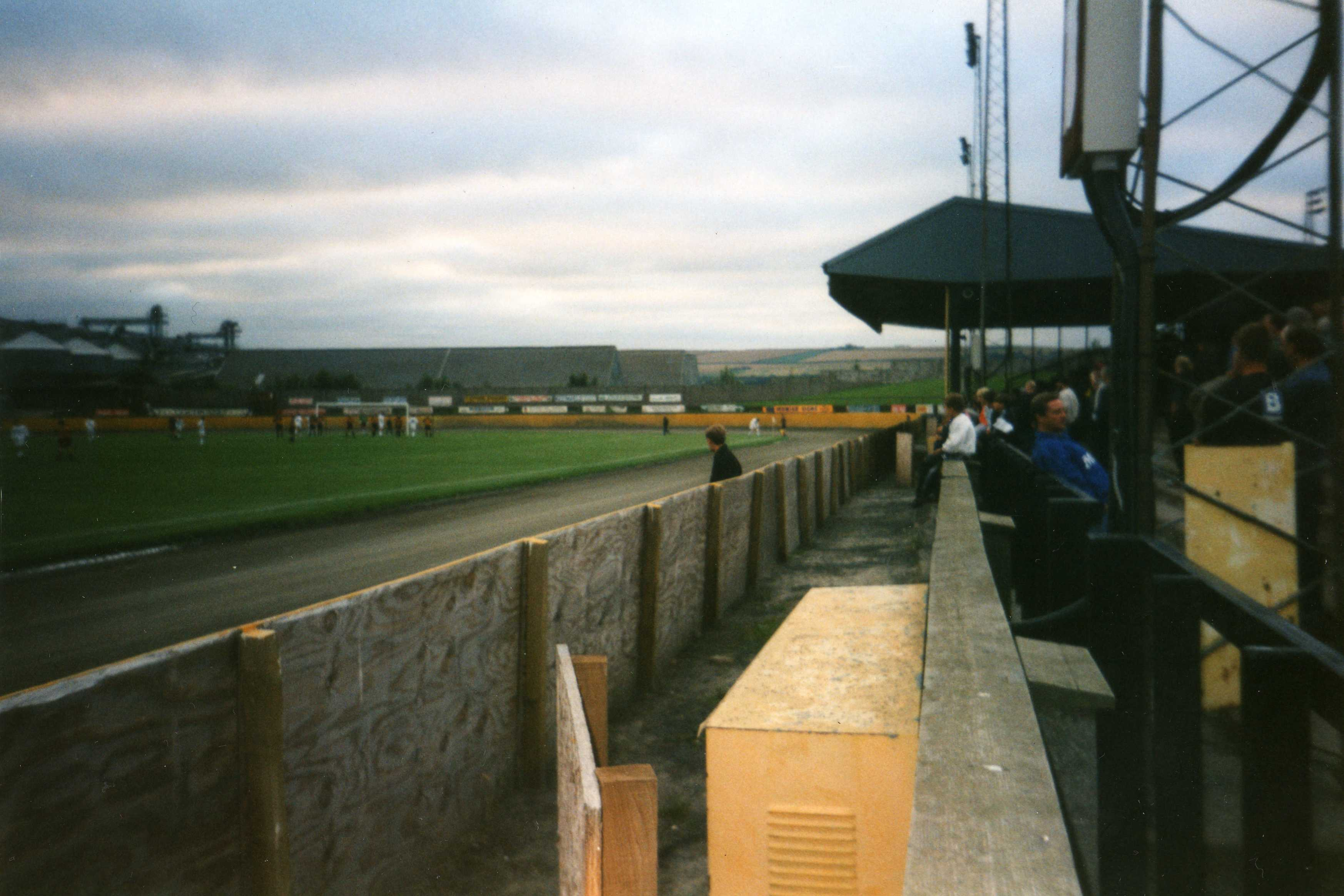
Shielfield Park, Berwick-upon-Tweed, August 1997

Der Aufenthalt in der zweiten Liga dauerte nur zwei Jahre an und im Jahre 1981 trat der Klub als Tabellenletzter den erneuten Abstieg in die Drittklassigkeit an. Wie viele Vereine zu dieser Zeit hatten auch die Berwick Rangers in den 1980er-Jahren vermehrt mit existenziellen finanziellen Schwierigkeiten zu kämpfen, die nur dadurch gelindert werden konnten, dass der Verein seine Heimspielstätte an die Stadt veräußerte, um sie dann zurückzumieten. Den vorläufigen Tiefpunkt dieser Entwicklung stellte die Spielzeit 1988/89 dar, als der Verein nahezu bankrott war, aus dem Shielfield Park ausgeschlossen wurde und seine Heimspiele an anderer Stätte austragen musste.
Auch in den 1990er-Jahren nahmen die Finanzprobleme nicht ab und der Verein entkam 1994 dem Insolvenzverfahren nur knapp. Sportlich stand am Ende der Saison 1993/94 der Gewinn der Vizemeisterschaft in der dritten Liga zu Buche, wodurch die Rückkehr in die Zweitklassigkeit nur knapp verpasst wurde. Insgesamt zeigte jedoch der Trend weiterhin nach unten und zum Ende der Saison 1996/97 mussten die Berwick Rangers erstmals in ihrer Geschichte den Abstieg in die seit 1994 existierende viertklassige Division Three hinnehmen. Unter dem Trainer Paul Smith gelang im Jahre 2000 über die Viertligavizemeisterschaft der Wiederaufstieg in die dritthöchste schottische Spielklasse. Während der bis 2004 andauernden Ägide von Smith konnte der Verein seinen ehemals bestehenden Ruf als Pokalmannschaft reaktivieren und zwang sowohl die Rangers als auch Heart of Midlothian im schottischen Pokal jeweils zu einem Wiederholungsspiel.
Im Jahre 2003 schloss sich die aus mehr als 150 Personen bestehende Vereinigung aus Anhängern, Sponsoren und Vereinsbank zu einem „Supporters' Trust“ zusammen (offizieller Name: „Berwick Rangers Supporters Society“). Ein lokales Konsortium sollte schließlich für den Rückkauf des Shielfield Parks sorgen.

### Jüngere Entwicklungen
Zum Abschluss der Saison 2004/05 stiegen die Wee Gers erneut in die Viertklassigkeit ab und verpassten den direkten Wiederaufstieg in der folgenden Saison, da die Mannschaft in den entscheidenden Play-off-Begegnungen an Alloa Athletic scheiterte. Das Team verlor zwar daraufhin einige gute Spieler, aber der neue Trainer John Coughlin baute eine neue Elf auf, mit der er die Erwartungen weit übertreffen konnte. Durch den Gewinn der Viertligameisterschaft im Jahre 2007 stieg der Klub in die drittklassige Second Division auf, mussten aber 2008 umgehend wieder den Gang in die Third Division antreten. Nach Ende der Saison 2018/19 musste der Verein die schottische Profiliga verlassen, nachdem man in der Scottisch Football League Division Two den letzten Tabellenplatz belegt hatte und in der Relegation gegen die Cove Rangers deutlich mit 0:4 und 0:3 unterlag. Seitdem spielt der Verein in der fünftklassigen Lowland Football League.

## Sonstiges
- Wegen der nur eine Meile entfernten Grenze und der häufig wechselnden Zugehörigkeit zu England und Schottland gibt es stetig wiederkehrende Diskussionen über die Identität der Stadt.
- Die Vorgehensweise, dass mit den Berwick Rangers ein englischer Verein im schottischen Profifußballligasystem spielt, ist zwar in dieser konkreten Form einzigartig, aber auf den britischen Inseln generell häufiger anzutreffen. So spielen aktuell mit Cardiff City und Swansea City zwei walisische Fußballvereine in der englischen English Football League und FC Wrexham in der englischen Conference National. Ein weiteres Beispiel ist der nordirische Klub Derry City, der in der irischen League of Ireland spielt.